# Pentan-2-ol
Pentan-2-ol (vroeger: 2-pentanol; ook bekend onder de triviale naam sec-amyl alcohol) is een organische verbinding met de brutoformule {\displaystyle {\ce {C5H12O}}}. De stof wordt toegepast als oplosmiddel en als tussenproduct in de synthese van andere chemicaliën. Pentan-2-ol komt als component voor in veel mengsels die industrieel verkocht worden onder de naam amylalcohol. Het koolstof-atoom dat de hydroxylgroep draagt heeft vier verschillende substituenten, zodat de verbinding chiraal is: van de stof zijn twee stereo-isomeren bekend, (R)-(−)-2-pentanol en (S)-(+)-2-pentanol.
Pentan-2-ol is met behulp van gaschromatografie aangetroffen in verse bananen in hoeveelheden van 14,26±2,63 ppm.

## Synthese
Pentan-2-ol kan bereid worden via de reactie van penteen met water.